# René Char
René Char född 14 juni 1907 i L'Isle-sur-la-Sorgue, Vaucluse, död 19 februari 1988 i Paris, var en fransk författare. 

## Biografi
René Chars första diktsamling Cloches sur Le Coeur publicerades 1928, och bestod av dikter skrivna åren 1922–26. I början av 1929 grundade han tidskriften Méridiens tillsammans med André Cayatte och utgav tre nummer.
1929 utkom även de surrealistiska dikterna Arsenal. I slutet av november samma år flyttade han till Paris, där han träffade Louis Aragon, André Breton och René Crevel, och anslöt till den surrealistiska rörelsen. Han förblev aktiv i denna under tidigt 1930-tal, men tog gradvis avstånd från mitten av 1930-talet och framåt.
Char gick med i franska motståndsrörelsen 1940, under namnet kapten Alexandre, och hade befäl över luftlandsättningszonen Durance. På ett ovanligt sätt skrev han om dessa upplevelser i prosadikterna Feuillets d'Hypnos. Under 1950- och 60-talen nådde han full mognad som poet. Under 1960-talet gick han med i kampen mot utplacering av kärnvapen i Provence. 
René Char dog av en hjärtattack 1988 i Paris. Hotel Campredon (även känt som Maison René Char) i L'Isle-sur-la-Sorgue har en offentlig samling av hans manuskript, teckningar, målningar och konstföremål. 
Under sitt liv var Char vän och nära medarbetare till författarna Albert Camus, Georges Bataille och Maurice Blanchot och målarna Pablo Picasso, Joan Miró, Victor Brauner och Greta Knutson.
Hans diktsamling Le marteau sans maître tonsattes av Pierre Boulez 1955.